# Корпедже — Курт-Куі — Нека
Корпедже — Курт-Куі — Нека — трубопровід, споруджений для постачання туркменського газу в Іран.
Іран володіє одними з найбільших запасів природного газу в світі та є в числі лідерів за об'ємами видобутку, але при цьому значна частина газу використовується для зворотнього закачування в резервуар з метою підтримання пластового тиску нафтових родовищ. Як наслідок, для покриття дефіциту блакитного палива в умовах зростаючого попиту у середині 1990-х років вирішили звернутись до імпорту з Туркменістану.
Подачу газу організували з розташованого на заході Турменії родовища Корпедже по трубопроводу до прикордонного Курт-Куі та далі до Неки довжиною 197 км (в тому числі 132 км туркменська ділянка). В кінцевій точці він приєднується до іранської трубопровідної системи напрямку схід-захід Хангіран — Нека — Решт. Також можливо відзначити, що в Неці працює потужна ТЕС.
Діаметр газопроводу становить 1020 мм, робочий тиск 7,5 Мпа, річна потужність 8 млрд.м3.
Об'єкт, вартість будівництва якого склала 195 млн доларів США, ввели в експлуатацію наприкінці 1997-го. За умовами угоди, витрати на будівництво, здійснене коштами іранської сторони, відшкодовувались протягом трьох років за рахунок 35 % поставленого блакитного палива.
У 2005 році на родовищі Корпедже ввели в експлуатацію компресорну станцію потужністю 4 млрд.м3 на рік, яка дозволяла наростити об'єми поставок до Ірану. А в 2013-му спорудили компресорну станцію на нафтогазовому родовищі Кеймір, яка може подавати попутний газ в обсягах до 1 млрд.м3 на рік до установки підготовки родовища Акпатлаук, звідки ресурс надходитиме в газопровід Корпедже — Курт-Куі.
З моменту спорудження трубопроводу по 2010 рік через нього протранспортували біля 60 млрд.м3 газу.